# Бирючий Остров
Бирю́чий О́стров (укр. Бирю́чий О́стрів) — коса в южной, расширенной части Федотовой косы, расположена в западной части Азовского моря. Вместе с узкой северной частью Федотовой косы Бирючий Остров образует Утлюкский лиман, ограждая его с востока. До 1929 года была отделена от северной части Федотовой косы узким проливом.
Относится к Херсонской области Украины, хотя прямой связи по суше с основной территорией области не имеет — их разделяет Утлюкский лиман.
Длина косы примерно 20 км (11 морских миль), наибольшая ширина 5 км. На северо-западном и западном берегах косы расположено несколько мелководных бухт и лиманов. Небольшие суда чаще всего заходят в бухты юго-западной оконечности косы — бухта Рыбачья (северная из бухт) и бухта Маячная (южная), которая даёт хорошее укрытие судам от северо-восточных ветров.
Вдоль западного и северо-западного берега косы лежит обширная отмель с глубинами менее 5 м.

## Достопримечательности

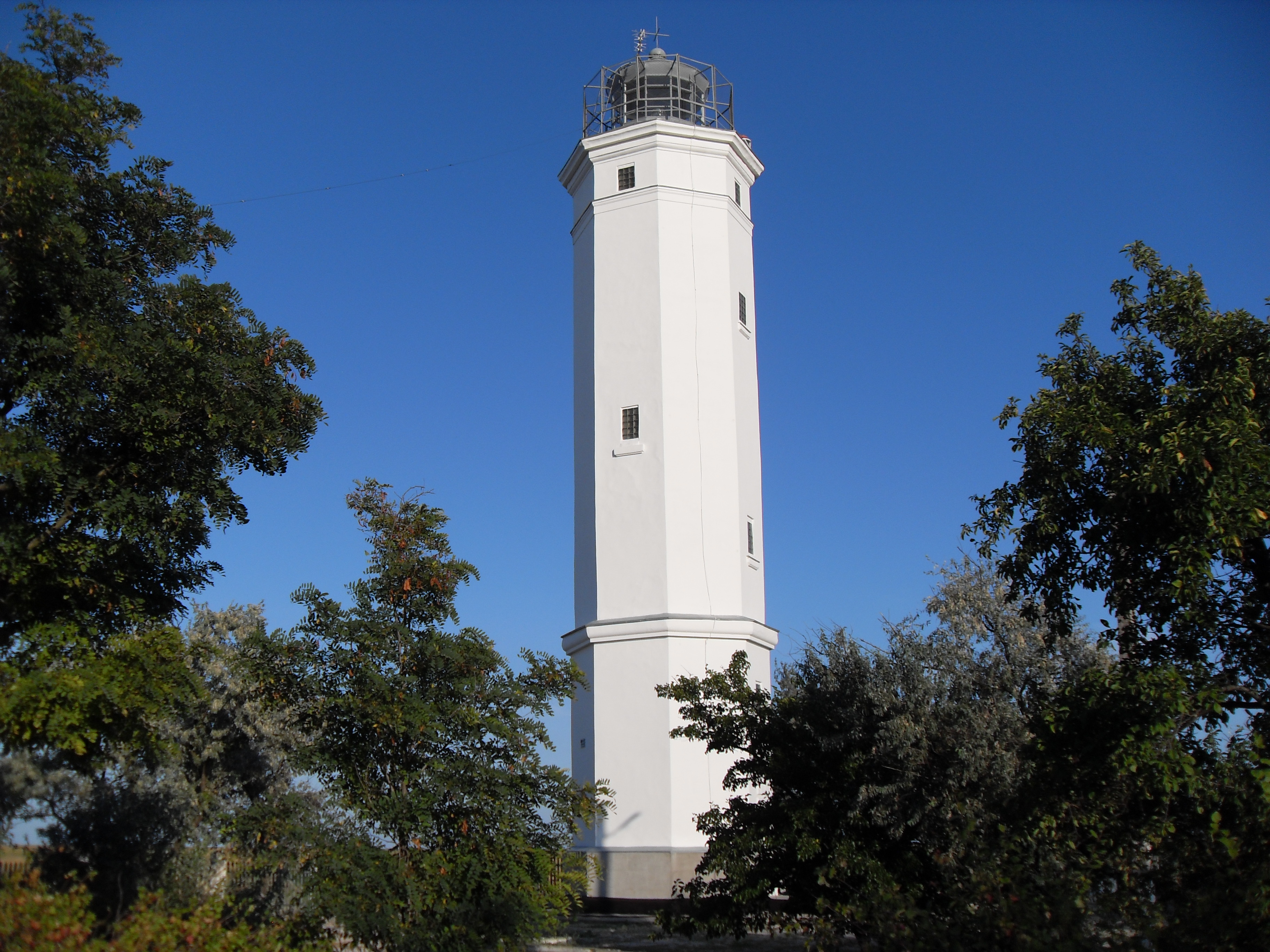
Маяк Бирючий

На территории косы создан Азово-Сивашский национальный природный парк (бывший Азово-Сивашский заповедник).
На юго-западной оконечности косы построен маяк Бирючий.

## История
По многочисленным находкам многие учёные считают, что в окрестностях этой косы некогда обитали царские скифы. Возможно, именно эта коса изображалась на некоторых скифских монетах в 1-м тысячелетии до н. э.
Название переводится как «Волчий остров».

## Топографические карты
- Лист карты L-36-71 Новый  Азов. Масштаб: 1 : 100 000. Состояние местности на 1987 год. Издание 1990 г.
- Лист карты L-36-70 Геническ. Масштаб: 1 : 100 000. Состояние местности на 1987 год. Издание 1991 г.